# Souleymane Diawara
Souleymane Diawara (Dakar, 24 de dezembro de 1978) é um ex-futebolista senegalês que atuava como zagueiro.

## Carreira
Construiu sua carreira na França, atuando pelo Le Havre, Sochaux, OM e Nice. Pelo Olympique teve sua melhor fase na carreira sendo titular na campanha vitoriosa na Ligue 1 na temporada 2009-2010.

## Seleção
Pela seleção esteve no elenco na Copa do Mundo de 2002, além da Copa Africana de Nações. representou o elenco da Seleção Senegalesa de Futebol no Campeonato Africano das Nações de 2012.

## Títulos
Olympique de Marseille
- Copa da Liga Francesa: 2009-10 e 2010-11
- Campeonato Francês: 2009-10
- Supercopa da França: 2010